# Трициртис
Трициртис — рід азійських квіткових рослин родини лілійних, який налічує близько 20 відомих видів. Види широко відомі англійською мовою як жабоподібні лілії.

## Розповсюдження
У природному середовищі рослина росте на території Японських, Філіппінських островів та в Гімалайських горах. Трициртис віддає перевагу вологим притіненим лісам і поживним грунтам. У перекладі з грецької назва культури означає «3 горбики». Під горбками маються на увазі нектарники, яких у квітки три штуки.

## Опис
Трициртиси — трав'янисті багаторічні рослини з повзучими кореневищами. Стебла, як правило, прямостоячі або, можливо, висхідні, іноді розгалужені від середини до вершини. Присадибні листки розташовані по черзі вздовж стебла. Суцвіття найчастіше щитоподібні, рідше квітки зібрані в кисті. Ефектні поодинокі квітки двостатеві. Оцвітина колокольчатая або трубчатая з шістьма вільними листочками оцвітини, розташованими в два завитки: зовнішній завиток має нектаровидільні мішечки, а внутрішній завиток має прямостоячі листочки оцвітини з дорсальними гребенями. Листочки оцвітини білі або жовті з пурпуровими плямами, зазвичай загнуті або відігнуті. Стилі впорядковано в стовпець. Трикутні плоди являють собою широкоциліндричні коробочки, які при дозріванні випускають багато дрібних плоских насіння від яйцеподібної до округлої форми.

## Види та сорти трициртису
Згідно з різними відомостями до роду трициртис належить 10-20 різновидів, деякі з них вирощуються квіткарями під назвою «садова орхідея». Трициртис ще не зовсім вивчений вченими, оскільки багато сортів рослини ростуть у непрохідній частіше джунглів.

## Догляд за квіткою
Виростити трициртиси на своїй грядці під силу навіть новачкам у садівницькій справі. Головне правильно вибрати грядку для посадки, а основний догляд полягає в регулярних поливах, добривах, розпушуванні ґрунту та видаленні зів'ялих суцвіть.

## Як саджати?
- Вибирайте для трициртису грядку, яка буде притінена кронами високих дерев, освітлення має бути яскравим хоча б половину дня. Грунт при цьому має бути насиченим перегноєм та низинним торфом. Родючі ґрунти з мінералами та мікроелементами також вітаються. Дуже важливо, щоб грядка не обдувалася сильними вітрами і була захищена від протягів. Культура погано відноситься до застою рідини в ґрунті, тому він має бути пухким. Якщо ви займаєтеся культивацією пізноквітучих трициртисів, враховуйте, що таким рослинам потрібно більше яскравого світла. Коли з настанням осені світловий день стрімко йде на спад, культура відчуває брак освітлення і не може на повну силу формувати суцвіття. При висадці особливо заглиблювати насіннєвий матеріал у ґрунт не варто, 2-3 міліметрів буде цілком достатньо. Після цього саджанці обережно зволожують. Розмножені генеративним методом трициртиси почнуть цвісти лише на 2-3 рік життя.